# Picea meyeri
Picea meyeri är en tallväxtart som beskrevs av Alfred Rehder och Ernest Henry Wilson. Picea meyeri ingår i släktet granar och familjen tallväxter. Inga underarter finns listade i Catalogue of Life.
Arten förekommer i bergstrakter i Kina. Utbredningsområdet sträcker sig över provinserna Shanxi, Hebei, Shaanxi och Inre Mongoliet. Regionen ligger 1600 till 2700 meter över havet. Picea meyeri hittas oftast på bergens norra slänter. Vädret kännetecknas av kalla temperaturer och årsnederbörden ligger mellan 500 och 800 mm.
Denna gran kan bilda trädgrupper eller mindre skogar där inga andra träd ingår. Den hittas även tillsammans med Picea wilsonii, Abies nephrolepis och vid topparna även med dahurlärk.
Beståndet minskar när röjda exemplar ersätts med andra barrträd. Artens trä används bland annat för byggnader, för broar, som stödpelare och för produktionen av pappersmassa. Picea meyeri hittas i några botaniska trädgårdar och stadsparker i Kina, Europa och Nordamerika. Uppskattningsvis minskade populationen med 25 till 30 procent under de gångna hundra åren (räknad från 2013). IUCN kategoriserar arten globalt som nära hotad.

## Bildgalleri

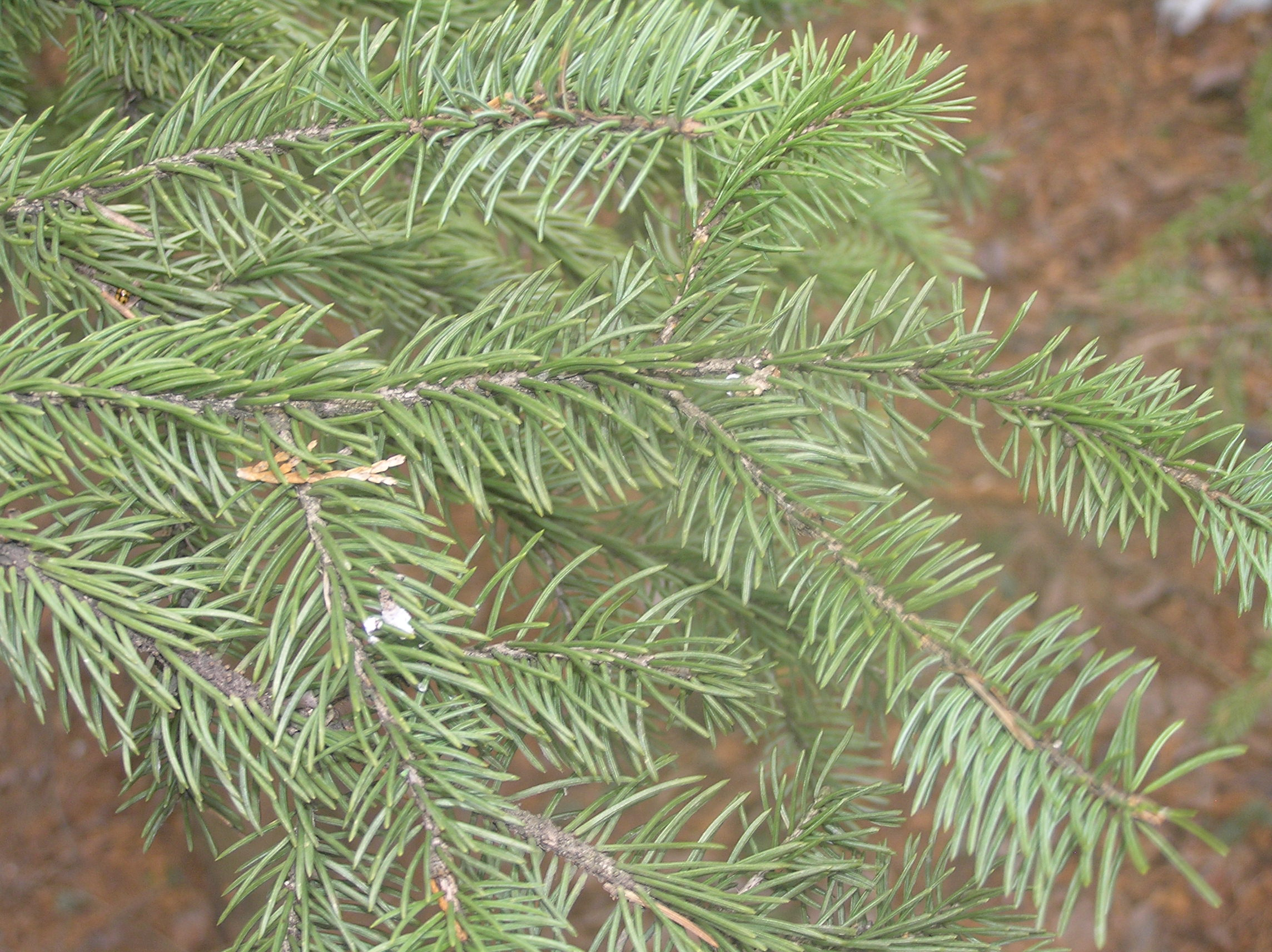